# Юрьево (Можайский муниципальный округ)
Юрьево — деревня в Можайском районе Московской области в составе Юрловского сельского поселения. Численность постоянного населения по Всероссийской переписи 2010 года — 7 человек. До 2006 года Юрьево входило в состав Ваулинского сельского округа.
Деревня расположена в южной части района, на речке Поленищенка — правом притоке реки Протва, примерно в 18 км к югу от Можайска, высота центра над уровнем моря 187 м. Ближайшие населённые пункты — Ваулино на севере, Хорошилово на востоке и Сальницы на юго-востоке.